# 2С17-2 «Нона-СВ»
2С17-2 «Нона-СВ» — радянський проєкт самохідної артилерійської установки. Являв собою спробу встановлення башти та гармати 2С9 «Нона-С» на шасі 2С1 або БРМ-1К.
У 2021 році стало відомо про виробництво Шепетівським ремонтним заводом машини з корпусом БРМ-1К[уточнити: ком.] та баштою 2С9, що фактично реалізує проєкт 2С17-2.

## Історія створення
Після розробки 120-мм установки 2С9 керівництво Міністерства оборони СРСР ухвалило рішення про необхідність наявності подібної зброї в сухопутних військах ЗС СРСР. Було відкрито ряд робіт на тему встановлення гармати 2А51 на шасі для сухопутних військ: 2С17 «Нона-СВ» на базі 2С1 «Гвоздика» та 2С17-2 «Нона-СВ» на базі БРМ-1К (існувала тільки в стадії технічного проєкту).
Роботи за «Нона-СВ» на гусеничному ході було припинено у 1982 році на користь проєктів «Обжимка» та «Нона-2».

### Україна
З березня 2021 року відомо про створення аналогічної машини українським Шепетівським ремонтним заводом, який почав встановлювати башти наявних 2С9 «Нона» на шасі БРМ-1К. Можливо, це було пов'язано з проблемним ремонтом оригінального шасі БМД-1 та уніфікацією шасі з БМП-2 Січеславської 25 ОПДБр, яка була єдиним оператором 2С9 на той момент. 

## Опис конструкції
Основним завданням «Нона-СВ» мало бути підвищення вогневої потужності та ефективності в порівнянні з причіпною артилерією, а також підвищення живучості при діях на заражених територіях 

### Броньовий корпус та башта
Машина 2С17-2 мала розміщуватися на гусеничному шасі бойової розвідувальної машини «Об'єкт 676». Корпус машини, моторно-трансмісійне відділення, ходова частина та відділення управління мали залишитися без змін.
У середній частині корпусу розміщувалося бойове відділення. У бойовому відділенні розташовувалися два члени екіпажу (зарядник і навідник), озброєння, боєукладка та обладнання. Замість башти та озброєння базової машини повинна була встановлюватися башта з гарматою 2А51 та прицілом 1П8, повністю ідентична башті 2С9 «Нона-С». У правому борту повинен був бути люк для подачі пострілів з ґрунту.

### Засоби спостереження та зв'язку
Для стрільби із закритих позицій та прямим наведенням повинен був використовуватися перископічний приціл 1П8, запозичений із САУ 2С9 «Нона-С»

## Оператори
- Україна: деяка кількість аналогічних машин створена Шепетівським ремонтним заводом. У грудні 2022 року одна така машина була помічена на фронті російсько-української війни[2].